# تانانداوا، بکیلی
تانانداوا (به لاتین: Tanandava) یک منطقهٔ مسکونی در ماداگاسکار است که در Bekily District واقع شده‌است.
 تانانداوا  ۷٬۰۰۰ نفر جمعیت دارد و ۴۵۸ متر بالاتر از سطح دریا واقع شده‌است.